# Teste da Mãozinha
Teste da Mãozinha é uma canção da dupla sertaneja brasileira Hugo & Guilherme em parceria com a dupla Henrique & Juliano, lançado em 12 de outubro de 2018 pela Som Livre, sendo o primeiro single do terceiro álbum ao vivo No Pelo em Campo Grande. A canção é assinada por Diego Silveira, Lari Ferreira, Rafael Borges e Danilo Davilla e produzida por Eduardo Pepato, junto com o álbum.

## Antecedentes e gravação
Em 2017, Hugo & Guilherme já haviam alcançado uma popularidade com o álbum No Pelo e a faixa-foco Conveniência, da qual o videoclipe alcançou quase 13 milhões de visualizações no YouTube até o momento.
No Pelo em Campo Grande foi gravado em 16 de setembro de 2018, no Âncora Hotel, em Campo Grande, com as participações especiais de Henrique & Juliano e Marília Mendonça.

## Lançamento e recepção
O single foi lançado em 12 de outubro de 2018 e, em menos de uma semana, o videoclipe atingiu a marca de 3 milhões de visualizações no YouTube.
No ano seguinte, a dupla foi convidada para se apresentar no extinto programa semanal da Rede Globo, SóTocaTop, à época apresentado pela dupla Maiara & Maraisa, devido ao sucesso dessa música e de Namorada Reserva, segundo single do álbum.

## Desempenho comercial
| Tabela musical                  | Melhor posição |
| ------------------------------- | -------------- |
| Crowley Charts (Top 100 Brasil) | 17             |